# Radužnyj (Circondario autonomo degli Chanty-Mansi-Jugra)
Radužnyj (anche traslitterata come Raduzhny) è una città della Russia siberiana occidentale, situata nel Circondario autonomo degli Chanty-Mansi; sorge sul fiume Agan, 475 chilometri a nordest di Chanty-Mansijsk, nel rajon Nižnevartovskij.

## Storia
Fondata nel 1973 come insediamento a supporto di un centro di estrazione di petrolio e gas naturale; lo status di città è del 1985.
La base economica cittadina è sempre basata sull'estrazione di petrolio e gas.
Radužnyj è servita da un aeroporto.

## Società

### Evoluzione demografica
Fonte: mojgorod.ru
- 1989: 43.700
- 2002: 47.060
- 2006: 47.900
- 2010: 48.110